# Welyka Dymerka

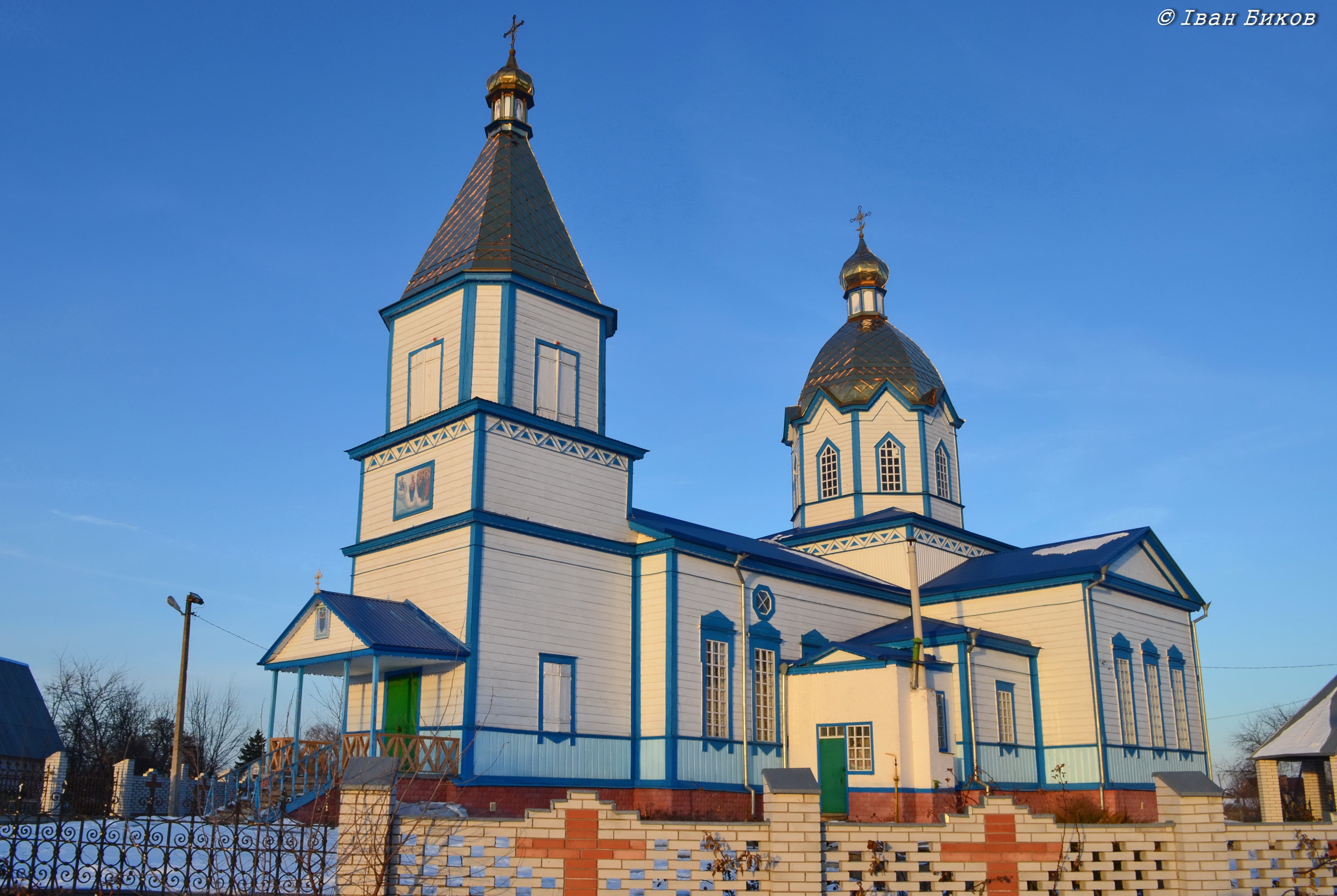
Kirche im Ort

Welyka Dymerka (ukrainisch Велика Димерка, russisch Великая Дымерка Welikaja Dymerka) ist eine Siedlung städtischen Typs in der ukrainischen Oblast Kiew mit 9600 Einwohnern (2019).
Die 1552 gegründete Ortschaft liegt an der Fernstraße M 01 35 km nordöstlich des Stadtzentrums von Kiew und etwa 15 km nordöstlich vom Rajonzentrum Browary. Seit dem 17. Februar 2000 besitzt Welyka Dymerka den Status einer Siedlung städtischen Typs.

## Verwaltungsgliederung
Am 3. August 2017 wurde die Siedlung zum Zentrum der neugegründeten Siedlungsgemeinde Welyka Dymerka (Великодимерська селищна громада/ Welykodymerska selyschtschna hromada). Zu dieser zählten auch die 11 Dörfer Bobryk, Hajowe, Mychajliwka, Pidlissja, Pokrowske, Rudnja, Sachariwka, Scherdowa, Schewtschenkowe, Tarassiwka und Wilne, bis dahin bildete sie die gleichnamige Siedlungsratsgemeinde Welyka Dymerka (Великодимерська селищна рада/ Welykodymerska selyschtschna rada) im Zentrum des Rajons Browary.
Am 12. Juni 2020 kamen noch weitere 11 in der untenstehenden Tabelle aufgelistete Dörfer zum Gemeindegebiet.
Folgende Orte sind neben dem Hauptort Welyka Dymerka Teil der Gemeinde:
| ukrainisch transkribiert | ukrainisch    | russisch                           |
| ------------------------ | ------------- | ---------------------------------- |
| Bobryk                   | Бобрик        | Бобрик (Bobrik)                    |
| Bohdaniwka               | Богданівка    | Богдановка (Bogdanowka)            |
| Hajowe                   | Гайове        | Гаеовое (Gajewoje)                 |
| Hoholiw                  | Гоголів       | Гоголев (Gogolew)                  |
| Hrebelky                 | Гребельки     | Гребельки (Grebelki)               |
| Kulaschynzi              | Кулажинці     | Кулажинцы (Kulaschinzy)            |
| Mychajliwka              | Михайлівка    | Михайловка (Michailowka)           |
| Persche Trawnja          | Перше Травня  | Перше Травня                       |
| Perschotrawnewe          | Першотравневе | Першотравневое (Perschotrawnewoje) |
| Pidlissja                | Підлісся      | Подлесье (Podlessje)               |
| Ploske                   | Плоске        | Плоское (Ploskoje)                 |
| Pokrowske                | Покровське    | Покровское (Pokrowskoje)           |
| Rudnja                   | Рудня         | Рудня                              |
| Russaniw                 | Русанів       | Русанов (Russanow)                 |
| Sachariwka               | Захарівка     | Захаровка (Sacharowka)             |
| Salissja                 | Залісся       | Залесье (Salessje)                 |
| Scherdowa                | Жердова       | Жердова                            |
| Schewtschenkowe          | Шевченкове    | Шевченково (Schewtschenkowo)       |
| Sorja                    | Зоря          | Зоря                               |
| Switylnja                | Світильня     | Светильня (Swetilnja)              |
| Tarassiwka               | Тарасівка     | Тарасовка (Tarassowka)             |
| Wilne                    | Вільне        | Вольное (Wolnoje)                  |

## Persönlichkeiten
- Wiktor Postol (* 1984), Profiboxer